# Garçon et Fille avec un chat et une anguille
Garçon et Fille avec un chat et une anguille (en néerlandais, Twee kinderen met een kat en een paling) est une peinture à l'huile réalisée par la peintre néerlandaise Judith Leyster en 1635. Cette scène de genre est conservée à la National Gallery de Londres.

## Interprétation
Il y a eu diverses interprétations de l'œuvre. Certains, comme Neil McLaren, ont soutenu que la toile représente le proverbe néerlandais « Een aal bij de staart hebben » (« tenir une anguille par la queue ») signifiant que l'on ne peut pas s'accrocher à quelque chose simplement parce qu'on l'a. Cette interprétation moraliste est appuyée, selon Cynthia Kortenhorst-Von Bogendorff Rupprath, par le contact visuel établi avec le spectateur par la petite fille du tableau alors qu'elle agite son doigt. D'autres interprétations incluent des allusions à d'autres proverbes hollandais ainsi qu'au passe-temps populaire des festivals hollandais du XVIIe siècle ou kermis de katknuppelen, le matraquage des chats. La représentation d'enfants griffés par des chats était populaire à cette époque aux Pays-Bas, et peut faire allusion aux proverbes néerlandais « Hij doet kattekwaad », qui se traduit littéralement par « il fait les bêtises du chat », ou « 't Liep uit op katjesspel », dont la traduction littérale est « cela se termine dans le jeu du chat », concernant des enfants espiègles ou qui se disputent.
Le mari de Leyster, le peintre Jan Miense Molenaer, a inclus une  image semblable dans son portrait de groupe « La Famille Ruychaver-van der Laen » (vers 1629-1630) dans lequel un garçon tenant un chat par la queue tourmente une fille en le suspendant près d'elle ; elle s'éloigne en soignant sa main griffée par le chat. Ces rôles sont inversés dans le tableau de Leyster où c'est la fille qui tire la queue du chat, le regard de la fille et son doigt tremblant laissent au spectateur le soin d'interpréter le résultat de ses actions. Certains chercheurs ont également interprété l'anguille comme un kat aal ou une anguille-chat, qui était donnée en pâture aux chats, car elle ne valait pas la peine d'être mangée. Dans ce cas, ce serait le garçon qui aurait attiré le chat dans ses bras et il aurait obtenu ce qu'il méritait. Une autre interprétation est que la fille agite son doigt pour donner l'impression aux spectateurs qu'elle réprimande son frère pour avoir taquiné le chat, et qu'elle détourne ainsi leur attention de son propre mauvais comportement, qui consiste à tirer la queue du chat, le rendant nerveux et sur le point de le griffer. Il existe d'autres exemples de peintures et de poèmes hollandais, comme Jacob Cats dans l'introduction de son livre Kinderspel (Jeux d'enfants), qui utilisent les enfants comme motif à la fois pour se moquer et pour prêcher la morale aux adultes, ce tableau pouvant entrer dans cette catégorie.